# Ansano di Siena
Ansano (Roma, 284 – Dofana, 1º dicembre 304), secondo la tradizione portò il culto cristiano a Siena, allora Saena Julia,, colonia romana, e ne evangelizzò la popolazione; è venerato come santo dalla Chiesa cattolica.
Non abbiamo notizie precise di Sant'Ansano, se non che fosse romano e che provenisse da una famiglia agiata di nome Anicia. Il resto è in buona parte tradizione orale non suffragata da documenti storici. È il santo patrono della città di Siena.

## Biografia
Nasce nel 284, figlio del senatore Tranquillino della famiglia Anicia, e avrebbe professato già giovanissimo la fede in Gesù Cristo. Il periodo storico non era ottimale per i cristiani: l'Impero romano in crisi politica e militare non poteva vedere di buon occhio chi parlava di amore universale, di pace e adorava un Uomo morto in croce, considerata questa una morte infamante. Per di più, i cristiani si rifiutavano di considerare l'Imperatore come una divinità.
Venuto a contatto col cristianesimo a causa della matrona Massima, sarebbe stato scoperto e denunciato dallo stesso Tranquillino. Nel 302 Massima trovava il martirio, mentre Ansano, riuscito a fuggire, si sarebbe diretto lungo la Via Cassia prima a Bagnoregio (VT) e quindi ad Allerona, nei pressi di Orvieto.
Secondo la leggenda devozionale, su invito di un angelo, si sarebbe quindi diretto a Siena dove si sarebbe unito ai parenti di papa Lucio I martire nel 254. A Siena Ansano iniziò a predicare il Vangelo e a battezzare i primi cristiani. Numerosi furono i battesimi, tanto che Ansano si meritò il titolo di "battezzatore dei Senesi".
Ma anche a Siena si ritrovò osteggiato, tanto da dover sostenere la "prova del fuoco e dell'olio bollente" dalla quale sarebbe uscito illeso. La tradizione dice che questa prova fu sostenuta nella zona della strada che oggi si chiama "Fosso di Sant'Ansano". Tuttavia questo non bastò alle autorità romane ed egli fu imprigionato, su ordine del proconsole Lisia, in una torre che per tradizione è stata localizzata in via San Quirico, accanto alla piccola chiesa che ha preso appunto il nome di Chiesa delle Carceri di Sant'Ansano. Da questa torre avrebbe battezzato i senesi convertiti. Di qui era uscito solo il 1º dicembre 304 (o del 303 secondo altre notizie), destinato al martirio per decapitazione a Dofana, dove in seguito è sorta la cappella in suo nome.

## Le reliquie

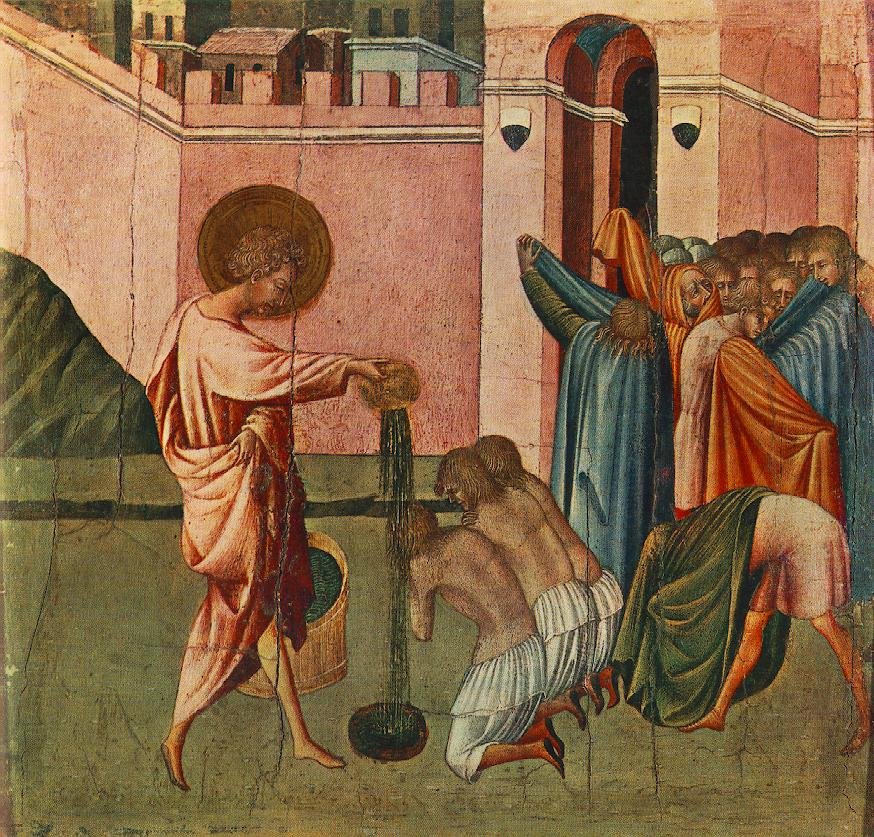
Giovanni di Paolo, Sant'Ansano battezza i Senesi

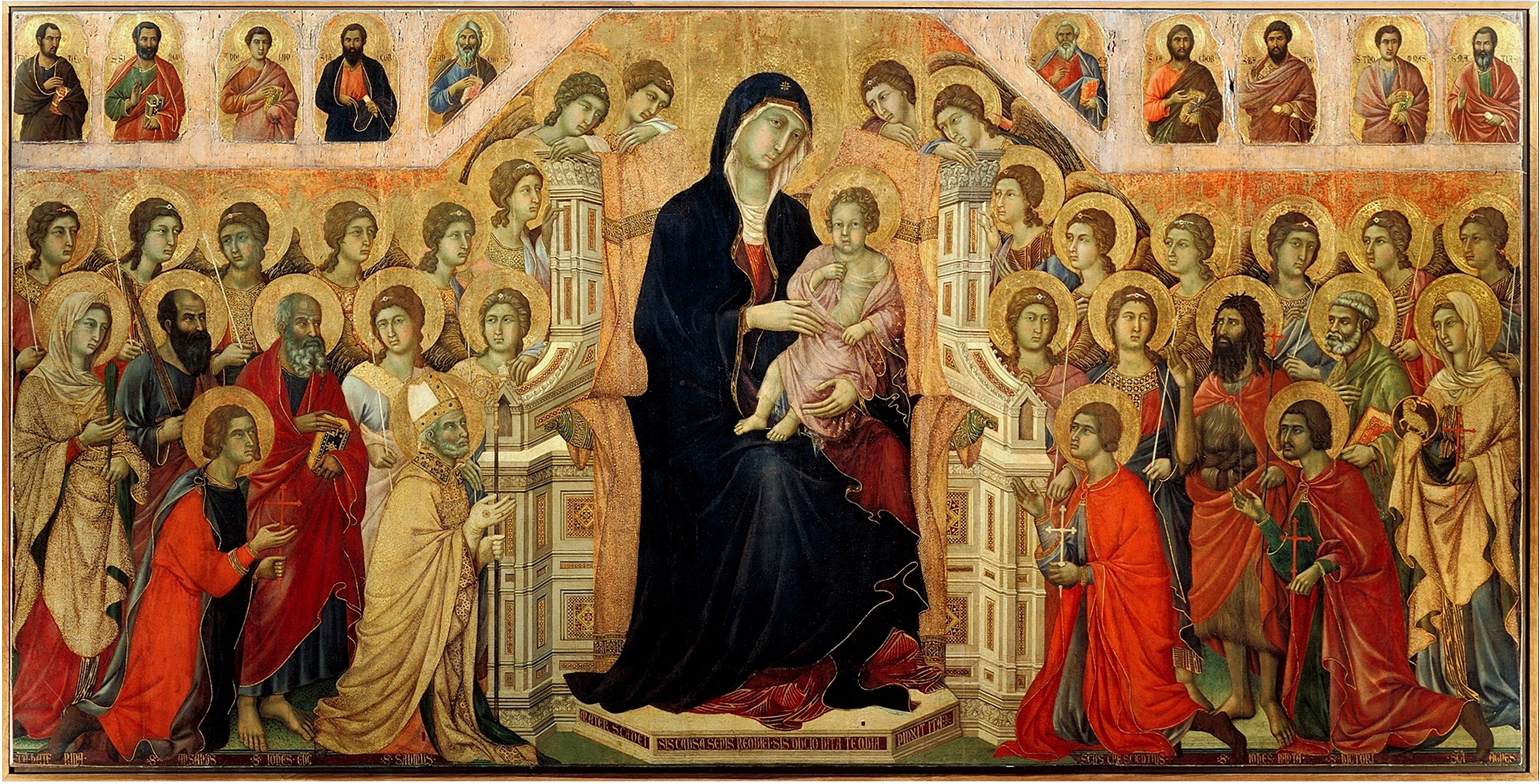
Duccio, Maestà, Siena, Opera del Duomo: Ansano è il primo a sinistra inginocchiato

Il corpo rimase sepolto per secoli a Dofana, nella Pieve a lui intitolata che fino al 1975 si trovava nel territorio della diocesi di Arezzo, fino a quando nel 1107 il vescovo di Siena, Gualfredo, e quello di Arezzo, Gualtiero, si accordarono sul possesso delle reliquie: i senesi poterono andare a recuperare i resti di sant'Ansano (si narra del 6 febbraio) e li traslarono nel Duomo. La testa del santo fu invece portata ad Arezzo. Nel 1359 il corpo di Ansano fu bruciato da un fulmine. Rimangono il braccio sinistro a Dofana e quello destro a Siena. Un dito si conserva nella Pieve di San Giovanni Battista a Sant'Ansano, nel comune di Vinci.

## Culto
Il culto al giovane martire, le cui spoglie furono conservate per secoli nella Pieve di Dofana, è testimoniato già dal secolo V nei documenti relativi alle controversie fra i vescovi di Siena e di Arezzo, circa il possesso e la giurisdizione del territorio dove tutt'oggi sorge la Pieve. Chiese e cappelle a lui intitolate sono sorte sia in Toscana che fuori dalla regione. Oltre a Bagnoregio, Allerona di cui è anche patrono, e Siena, luoghi dove Ansano predicò e morì, si annoverano chiese di Sant'Ansano a Spoleto, a Seravezza (LU), a Monte Aceraia nel comune di Borgo San Lorenzo, a Fiesole (FI) e Petrignano del Lago (PG). È il patrono principale della Città e dell'Arcidiocesi di Siena e la memoria liturgica ricorre il 1º dicembre. A Siena la festa di Sant'Ansano segna anche l'inizio dell'anno contradaiolo.
È inoltre anche il patrono del comune di Anzano di Puglia, dove, venerato con il nome di Anzano, il culto è stato ripristinato dal 2006, dopo il ritrovamente e il restauro di un'antica statua forse ottocentesca. Il detto del giorno di sant'Anzano è (nel dialetto locale): "Sant'Anzan, vruoccl e patan" ("Sant'Anzano, broccoli e patate"). Sempre il giorno di sant'Ansano si organizzano in ogni quartiere del paese dei falò in onore del santo.